# Copparo
Copparo (Cupar [kuˈpaːr] in dialetto ferrarese) è un comune italiano di 15 676 abitanti della provincia di Ferrara in Emilia-Romagna.

## Geografia fisica
Il territorio di Copparo si estende su una superficie di 157 km² nella parte centro-orientale della Provincia di Ferrara. Il paese si trova all'interno del comprensorio caratterizzato ad ovest dalla città di Ferrara, a nord dal corso principale del Po, ad est dal parco interregionale Delta del Po e dalla zona costiera, a sud dal Po di Volano. Il territorio, interamente pianeggiante, è attraversato da 7 strade provinciali fungendo così da nodo di smistamento per il traffico tra il centro ed il basso ferrarese. La massima distanza tra i punti estremi del territorio è di 30 km. I corsi d'acqua derivanti dagli imponenti lavori di bonifica eseguiti fin dalla metà del XIV secolo sono numerosi.

## Storia
Il toponimo assunse storicamente le forme Cuparus, Cupparium, Coparium o Copparium, Massa Occupari. Il più antico documento che parla di Copparo è dell'anno 870. Il documento è un privilegio di papa Adriano II che conferma a Firminiano e ai suoi fratelli la corte di Formignana, allora confinante da un lato con "Cuparus et Caput canilis" (Coccanile). Copparo è sorta sul lato sud del canale Naviglio poiché, in tempi non remoti, erano assai frequenti le alluvioni del Po ed il Naviglio rappresentava una valida barriera alla furia delle acque. Il territorio fu oggetto di secolari controversie tra la Chiesa di Ferrara e di Ravenna. Martino, vescovo di Ferrara, nel 955 riconobbe la Massa di Copparo alla Chiesa di Ravenna, passata poi definitivamente a quella di Ferrara. In età medievale in Cesta fu edificata la chiesa dedicata a San Michele, soggetta alla pieve di San Pietro in Copparo. Il territorio di Copparo era noto come riserva venatoria e vi fu costruito un castello che in seguito fu distrutto dai veneziani all'inizio del XVI secolo. Così andarono perduti gli affreschi di Nicolò Panizzato, dipinti all'epoca di Leonello d'Este.
Nel 1509 i veneziani invasero il territorio copparese con truppe costituite da schiavi dalmati al seguito dell'ammiraglio Trevisan che diede ordine al provveditore Grandenigo di saccheggiare Copparo, distruggendo i raccolti e rubando il bestiame. Tornata la pace sulle rovine del castello Ercole II d'Este, tra il 1540 ed il 1547, fece costruire il palazzo che passò in seguito allo Stato Pontificio e poi alla famiglia Barberini, la Delizia di Copparo, definita il "sontuoso Palagio", ed è l'ultima delle diciannove Delizie estensi costruite dagli Este nel ferrarese. La realizzazione del palazzo venne affidata all'architetto Terzo de Terzi, che progettò un imponente fabbricato composto da cinque torri collegate fra loro, ampi porticati, cortili interni e sale grandiose. A decorare l'edificio furono chiamati alcuni tra i più importanti artisti attivi a Ferrara, fra cui Girolamo da Carpi, Benvenuto Tisi da Garofalo, Battista Dossi e Bastianino.
Nel XVI secolo si intrapresero numerose iniziative di bonifica del territorio per dare spazio alla coltivazione di frumento. Per prosciugare la grande area paludosa tra Copparo, Codigoro e Mesola (Polesine di Ferrara), gli Este tra il 1566 e il 1572 avviarono il progetto di bonifica noto come grande bonifica estense.
Saccheggi e distruzioni da parte di invasori provenienti dai territori posti al di là del Po si alternarono a varie inondazioni e rotte del fiume. Le più gravi furono quelle di Papozze, del 1592, di Berra, del 1595, e di Ro, del 1640. In quest'ultima occasione le acque arrivarono a lambire persino le mura di Ferrara. La Guerra dei Barberini, quattro anni più tardi, non mancò di coinvolgere anche Copparo portando nuovi danni e nuove vittime.
Del periodo napoleonico non rimangono molte informazioni, vi fu l'adesione attraverso le colonne del Giornale del basso Po alle disposizioni giacobine del parroco Caparossa e la cronaca delle gesta del mugnaio Valeriano Chiarati che osò inneggiare pubblicamente all'imperatore d'Austria. Nel frattempo, nel 1808, il castello di Copparo fu preda di un terribile incendio. Nel 1862 il sindaco Spisani lo acquistò per conto del Comune e nel 1875 lo fece restaurare facendolo diventare sede della Residenza Municipale. Il restauro fu pressoché totale e diede vita alla conformazione recente dell'edificio. Le bonifiche tra Ottocento e Novecento portarono alla nascita della nuova componente sociale, il proletariato agricolo, che fu poi protagonista dei grandi conflitti dell'epoca. I primi scioperi si ebbero nel 1894-95.
Nel 1817 era il più vasto e popolato comune rurale d'Italia. Secondo il Calendario Atlante De Agostini la popolazione di Copparo Emilia al 10 febbraio 1901 era 39 222 abitanti; nel 1908 il Parlamento approvò la divisione del Comune e si costituirono così i comuni di Ro, Berra, Formignana e Jolanda di Savoia.

### Simboli
Lo stemma è stato riconosciuto con DPCM del 29 gennaio 1952.
Il gonfalone, concesso con DPR  del 20 gennaio 1953, è un drappo di bianco.

## Monumenti e luoghi d'interesse

### Architetture religiose

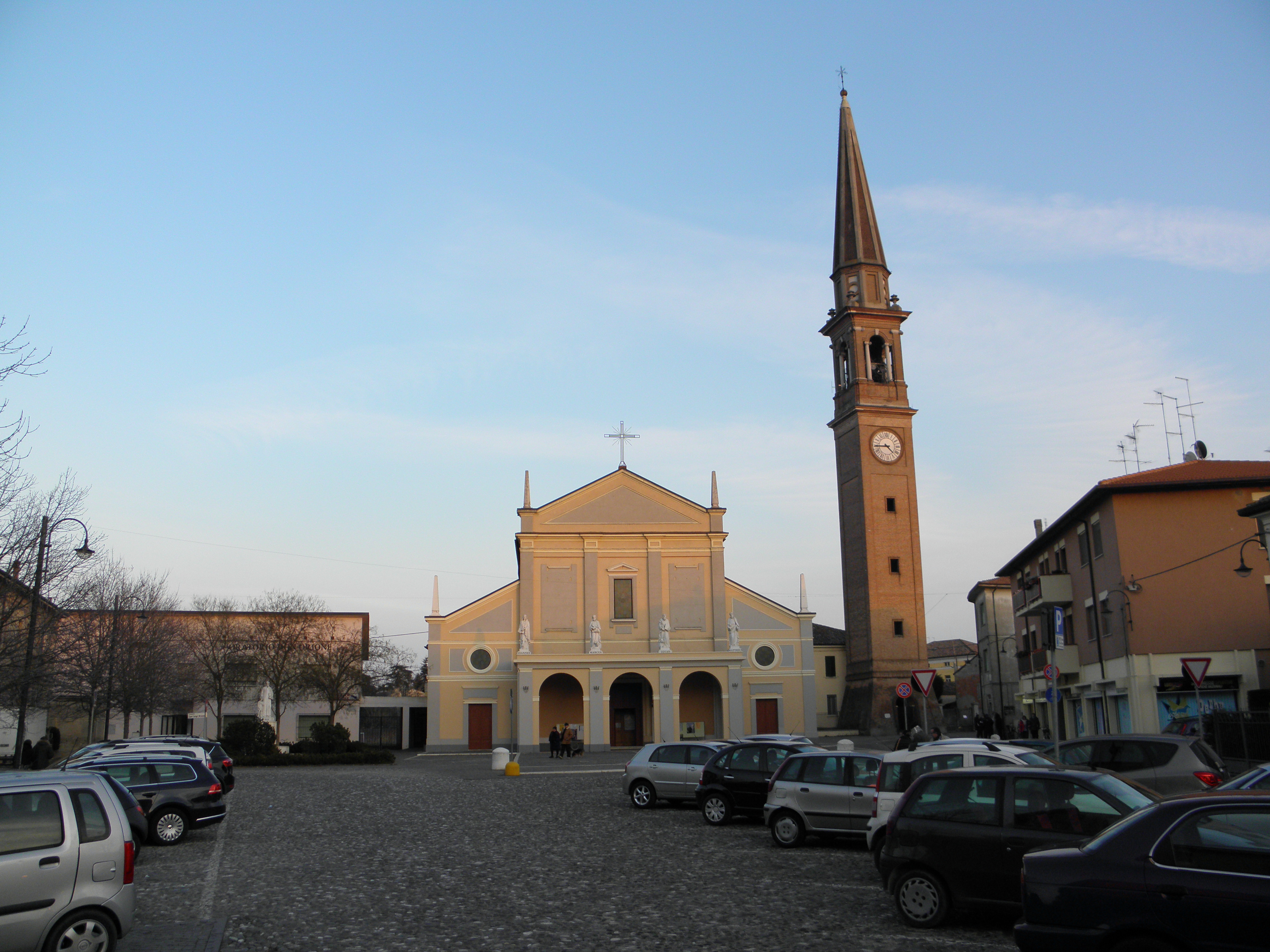
La chiesa parrocchiale dei Santi Pietro e Paolo.

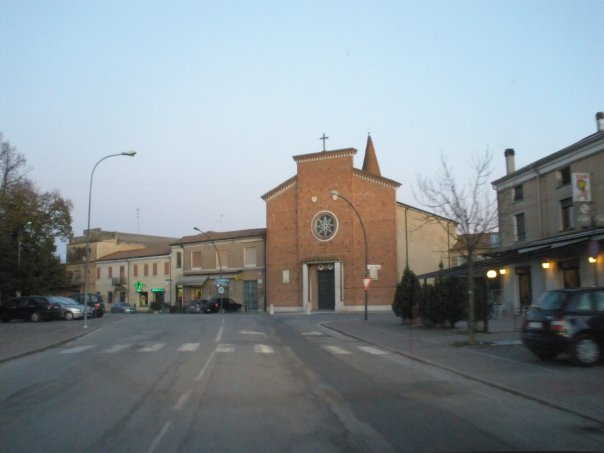
Ambrogio Chiesa SS. Annunziata

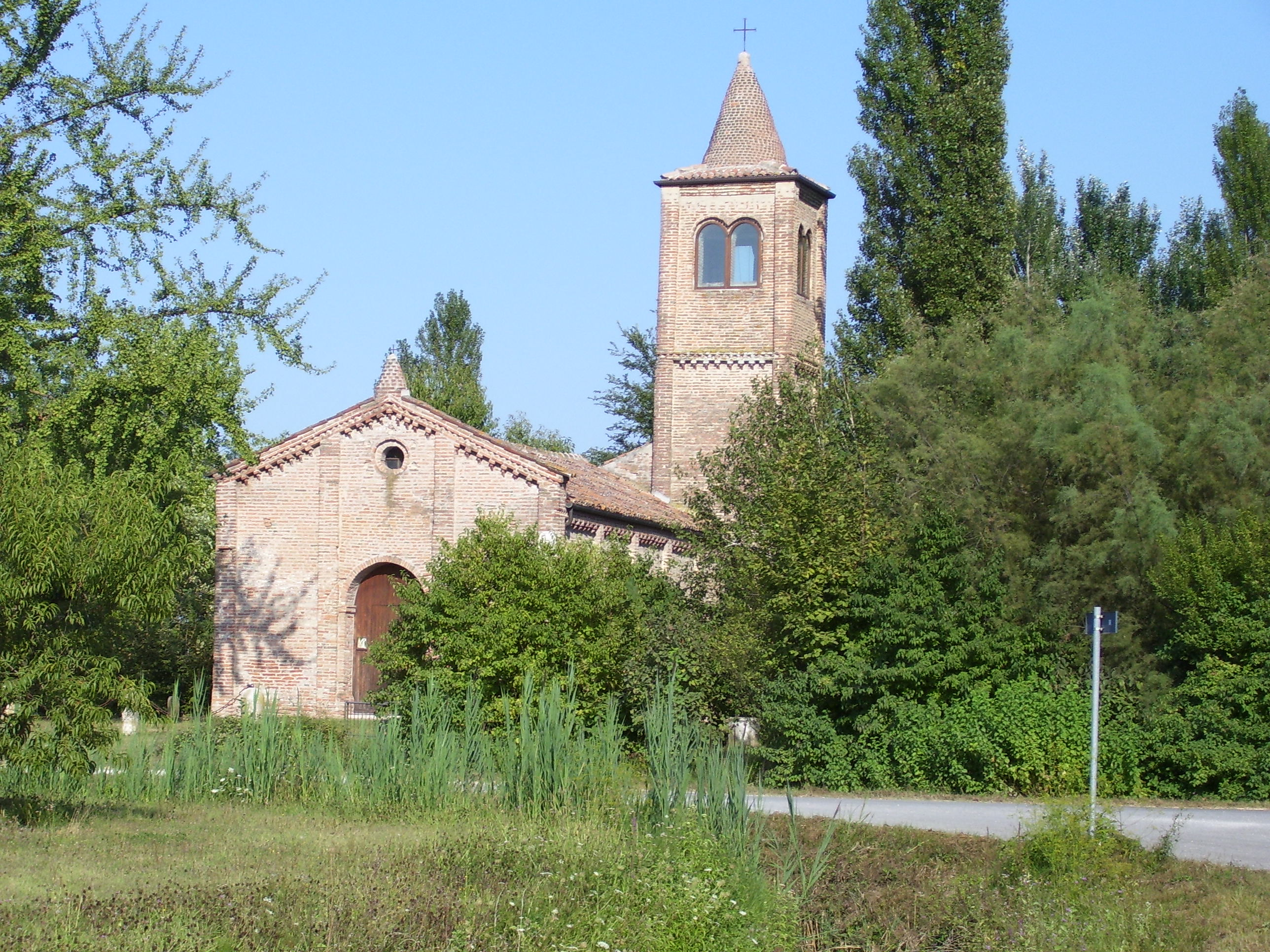
La chiesa di San Venanzio.

- Chiesa dei Santi Pietro e Paolo, probabilmente antecedente all'anno Mille, aveva l'originaria struttura in stile romanico. Riedificata nel 1133, come mostra la lapide del campanile, ha subito diversi rimaneggiamenti fino ai giorni nostri. All'interno si conservano due pregevoli opere del pittore ferrarese Ippolito Scarsella, detto lo Scarsellino, i dipinti Santi Pietro e Paolo e Santa Lucia. Il campanile risale al 1184 e fu bombardato il 30 gennaio 1945. Venne in seguito ricostruito diventando il simbolo delle vittime dei bombardamenti.
- Pieve di Santa Maria di Savonuzzo, detta di San Venanzio. Chiesetta romanica trecentesca dedicata alla Natività della Vergine. L'interno è impreziosito da frammenti di affreschi della metà del XIV secolo attribuiti alla bottega di Vitale da Bologna[7]. La chiesa è situata a tre chilometri dal centro di Copparo.
- Chiesa dell'Annunciazione di Maria Santissima di Ambrogio. Una prima chiesa è attestata nel 1188 dedicata a Santa Maria. Alla fine degli anni '50 del secolo scorso, durante gli scavi per la ricostruzione della chiesa, furono rinvenute le fondamenta di un precedente edificio a pianta rettangolare di metri 14 per 7 e gli archi di tre absidi, le laterali più piccole rispetto alla centrale, ciò ha fatto pensare all'esistenza di una pieve. Che fosse chiesa battesimale non è dato sapere, diversamente da quanto si può appurare per centri vicini come Coccanile, per esempio. La chiesa attuale è il risultato del rifacimento ricordato sopra e fu consacrata nel maggio 1961 da monsignor Salvatore Baldassarri, arcivescovo di Ravenna (allora Ambrogio, Coccanile, Cologna, Berra e Serravalle costituivano la cosiddetta pentapoli, estrema propaggine nord-est dell'arcidiocesi ravennate). La chiesa, costruita su progetto di don Nino Cinti, presenta un'imponente facciata dalle linee ispirate a un romanico modernizzato, con rosone e un portale dove campeggia la porta bronzea, opera di Egidio Casagrande, e i pannelli riportano scene della Via Crucis. L'interno è a navata unica, bianca, ai fianchi sei massicci costoloni in cotto per lato, dai quali si partono le travature in cemento, mentre sullo sfondo, dall'abside, separate da un paramento in cotto, emergono le canne dell'organo.
- Chiesa di San Michele Arcangelo a Saletta. Voluta dall'architetto Alfonso Magnanini nel 1804, viene costruita dal 1810 al 1842, anno a cui risale la facciata. All'interno della chiesa è presente un organo del Callido di inizio Ottocento. Inoltre sono conservati due altari marmorei settecenteschi: l'altare dell'Immacolata Concezione e l'altare di San Giuseppe. Si ipotizza che entrambi sarebbero stati qui trasferiti da monasteri ferraresi appartenenti all'ordine dei domenicani. Infatti sono presenti ai lati degli altari quattro statue raffiguranti santi domenicani: Santa Rosa da Lima, Santa Caterina da Siena, San Tommaso d'Aquino e San Vincenzo Ferrer.[8]
- Chiesa di San Giovanni Battista a Tamara. L'antica pieve di Tamara viene documentata sin dal 920, quando san Giorgio ne era il santo patrono; fu ricostruita interamente nel 1839 dal parroco Francesco Boari.
- Chiesa dei Santi Lorenzo e Vito a Gradizza. La chiesa è menzionata già a partire dal 1142, è stata ricostruita nel 1741 e nel 1813. È visitabile solo esternamente. Dal 2007 è possibile anche visitare l'interno.
- Chiesa di Sant'Andrea Apostolo, nella frazione di Fossalta.
- Chiesa di San Venanzio, nella frazione di Coccanile (XVII secolo).
- Chiesa di San Vittore e Sant'Agata, nella frazione di Sabbioncello San Vittore.
- Chiesa di Sant'Agata, nella frazione di Cesta, anche chiamata santuario della Madonna della Pace.

### Architetture civili

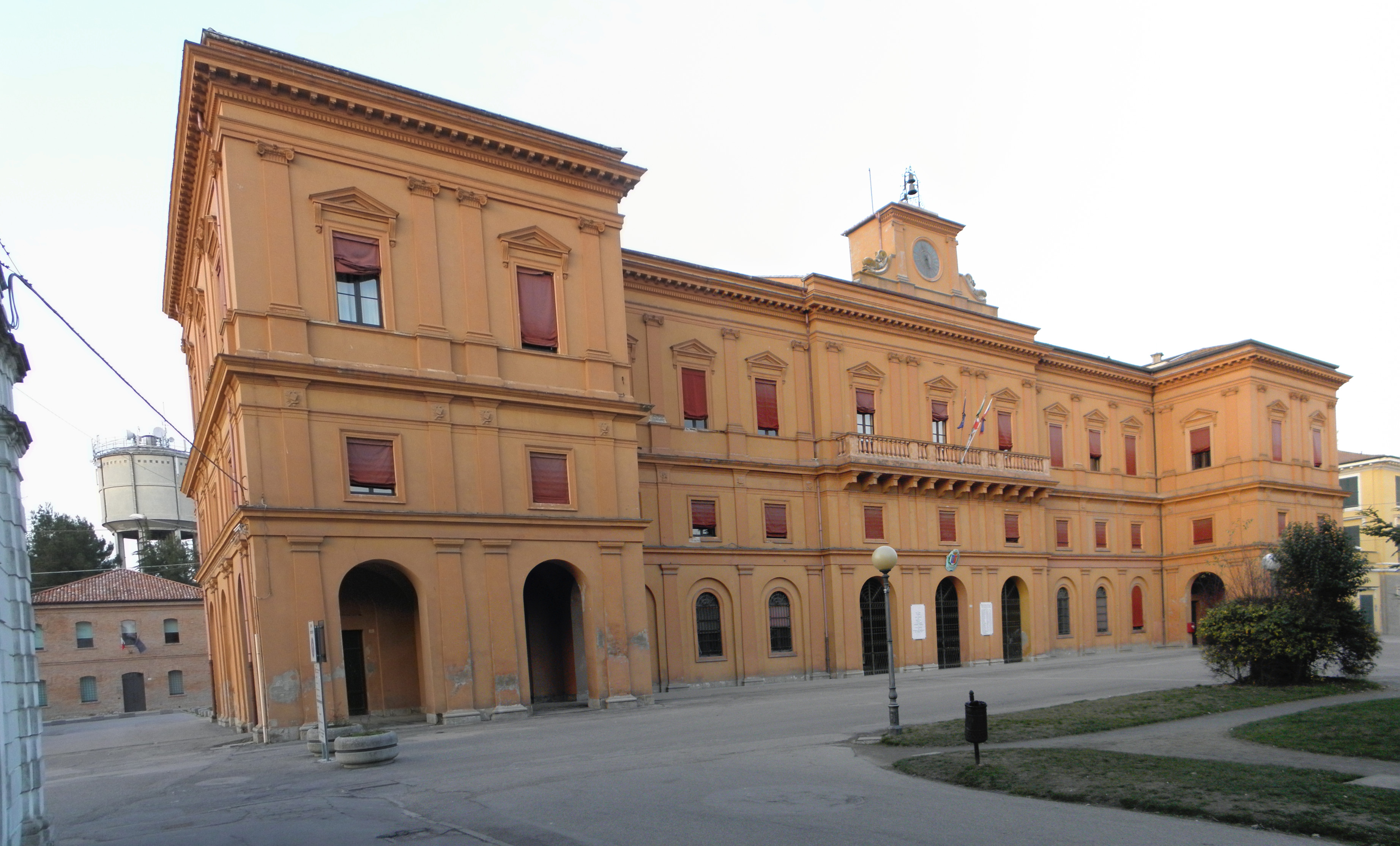
Palazzo municipale, costruzione che ha inglobato la Delizia estense

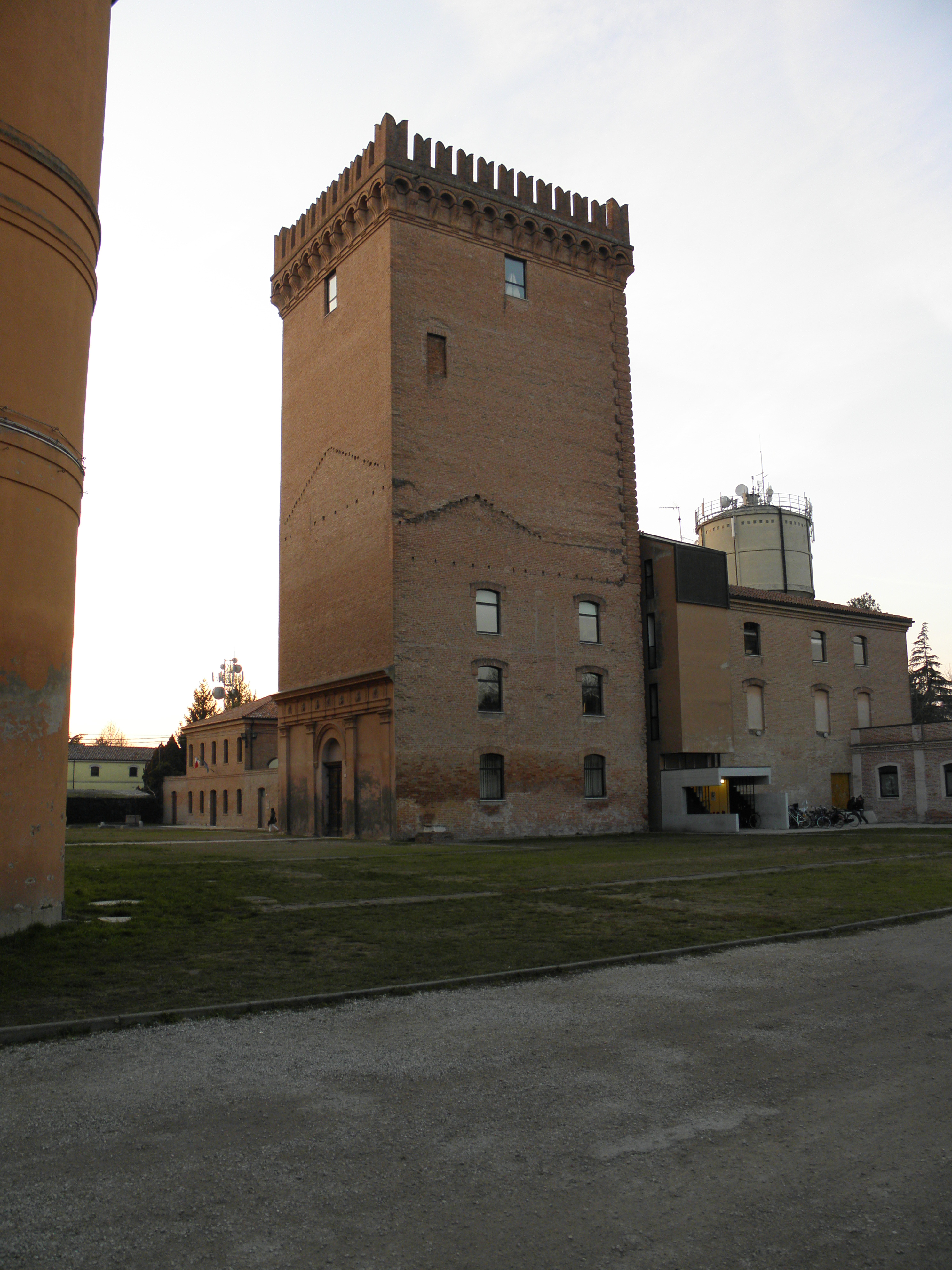
Torre della Delizia estense

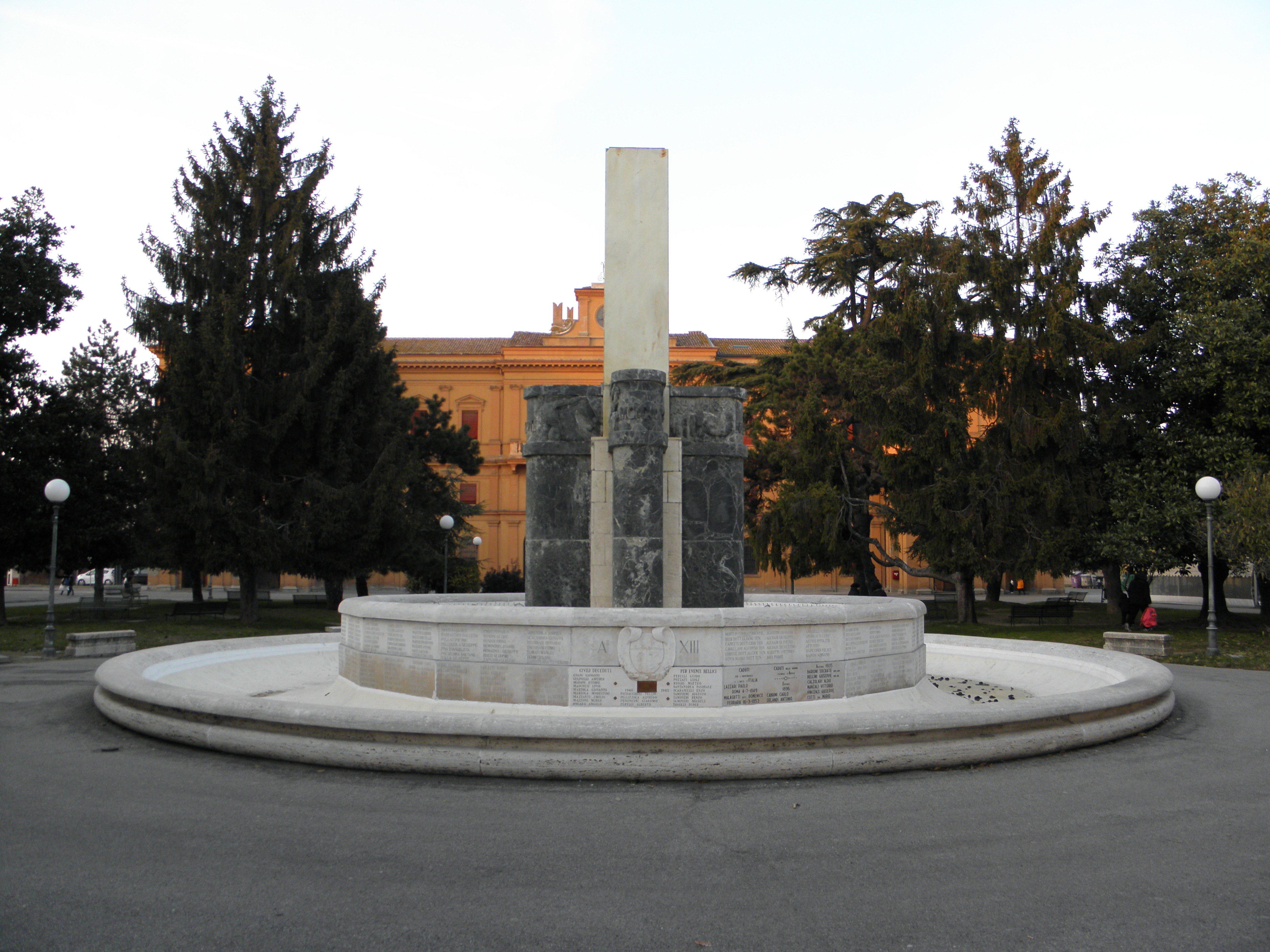
Fontana Monumentale, 1933

- Palazzo municipale. Sede del Comune di Copparo, l'edificio era stato edificato dagli Este nella seconda metà del XVI secolo. Al posto dell'edificio andato distrutto durante l'incendio del 1862 nel 1875 nella stessa area venne edificato l'attuale residenza che ha inglobato i resti della delizia estense di Copparo.
- Torre Estense. Detta "al Turiòn", emblema della Delizia Estense, è l'ultima sopravvissuta delle cinque torri del progetto originale del castello. Ospita la Biblioteca comunale, in particolare al secondo piano la Biblioteca generale e la Sezione ragazzi, al terzo piano la Fonoteca. Oggi la Delizia di Copparo, è sede degli uffici comunali. L'ultima ristrutturazione dell'edificio e della piazza su cui si affaccia risale al 2024 circa
- Teatro De Micheli. L'edificio nasce agli inizi del Novecento per volere di Enrico De Micheli ed è un tipico teatro all'italiana. Oggi, a distanza di trent'anni, è stato acquistato dall'amministrazione comunale e riportato al suo originario splendore. La recente inaugurazione risale al 23 ottobre 2004.
- Casa Bighi. Dimora dell'artista copparese, grafico e pubblicitario Dante Bighi; donata al Comune alla sua morte nel 1994, luogo di arte e di cultura. Dalla fine di settembre 2008 è stato istituito il Centro Studi "Dante Bighi", gestito dall'associazione UXA — che nella villa ha la propria sede — in convenzione con l'amministrazione comunale.
- Palazzo di Zenzalino e parco. Nella tenuta di Zenzalino, azienda agricola di 650 ettari a circa tre chilometri dal centro di Copparo, si trova l'omonimo palazzo, inserito in un parco di circa tre ettari di piante secolari. Il palazzo risale al XV secolo, venne riedificato nel XIX secolo e attualmente è dimora privata. Nella tenuta vi è un famoso allevamento di cavalli da trotto dove, nel 1995, è nato Varenne. La proprietà è privata e non accessibile al pubblico.
- Villa della Mensa. Costruita nel 1480 dal vescovo Bartolomeo della Rovere, diventa residenza di villeggiatura vescovile dell'epoca ospitò Tommaso Ruffo e Ippolito d'Este. La villa è ubicata sulla sinistra del Po di Volano, vicino Sabbioncello San Vittore, piccola frazione a otto chilometri da Copparo. L'edificio è in corso di ristrutturazione da parte di Comune di Copparo e Provincia di Ferrara, proprietari dell'immobile.
- Casa del poeta Corrado Govoni. A Tamara, a soli sei chilometri da Copparo, si trova la casa del poeta Corrado Govoni.
- Fontana monumentale. Collocata di fronte al palazzo municipale la fontana fu realizzata per commemorare i caduti della prima guerra mondiale dall'architetto forlivese Piero Toschi e decorata dallo scultore ferrarese d'adozione Enzo Nenci, fu inaugurata il 14 novembre 1935. Costruita in marmo verde imperiale e bianco di Carrara è composta da una grande vasca esterna rotonda in pietra e da una vasca interna con le iscrizioni dei caduti, un pilastro bianco centrale circondato da quattro pilastri in marmo nero decorati a bassorilievo completano l'opera. La vasca centrale porta scolpito sul fronte lo stemma comunale. Nel corso della seconda guerra mondiale il giardino che la circondava fu trasformato in orto di guerra. I bassorilievi visibili sui pilastri in marmo nero sono opera dello scultore Enzo Nenci e raffigurano: Diana della Vittoria, Diana della Guerra, L'Assalto, Canto di Guerra, Onore all'Italia, Il Sacrificio, Il Mutilato, Pietà al Caduto. Nell'immediato ultimo dopoguerra fu aggiunta un'ulteriore fascia di marmo recante i nomi dei caduti nelle guerre risorgimentali, d'Africa, di Spagna e della seconda guerra mondiale. La fontana è stata restaurata nel 1992.

## Società

### Evoluzione demografica
Abitanti censiti

### Tradizioni e folclore
- Palio di Copparo, rievocazione storica fra i rioni che si svolge annualmente nel mese di giugno[10]. La rievocazione si ricollega alle battute di caccia che Ercole II d'Este soleva tenere nel territorio copparese nel XVI secolo, ed al quale la dinastia Este era da tempo legata perché ritenuto un luogo di delizie,[11] dimostrato dalla scelta di costruirvi la Delizia di Copparo.[12] La prima edizione risale al 1934 ma a causa di difficoltà finanziarie ed organizzative la manifestazione è ripresa solo nel 1977.

## Cultura

### Biblioteche
- Biblioteca Comunale

### Musei
- Museo della Civiltà Contadina "La Tratta", fondato nel 1986 con l'acquisto della raccolta di materiali della civiltà contadina del Basso Ferrarese di proprietà di Severino Peron, cui si sono aggiunte negli anni, varie donazioni di privati.

## Geografia antropica

### Frazioni
Ambrogio, Brazzolo, Coccanile, Cesta, Fossalta, Gradizza, Ponte San Pietro, Sabbioncello San Pietro, Sabbioncello San Vittore, Saletta-Cà Matte, Sant'Apollinare, Tamara.

## Economia
A Copparo è presente la sede principale dell'Industria Berco produttrice di componenti per carri cingolati e macchine utensili.
Nella frazione di Tamara è presente dal 1844 l'azienda Ferri, specializzata nella produzione di attrezzature e mezzi per la cura del verde.

## Amministrazione

Il gonfalone comunale

| Primo cittadino       | Partito                             | Mandato        | Mandato         | Carica  | Note   |
| Primo cittadino       | Partito                             | Inizio         | Fine            | Carica  | Note   |
| --------------------- | ----------------------------------- | -------------- | --------------- | ------- | ------ |
| Alfredo Bertelli      | Partito Comunista Italiano          | 1976           | 1982            | Sindaco | [ 14 ] |
| Davide Tumiati        | PCI/PDS/DS                          | 12 maggio 1985 | 11 gennaio 2004 | Sindaco | [ 15 ] |
| Maria Teresa Bertuzzi | DS/PD                               | 14 giugno 2004 | 8 giugno 2009   | Sindaco |        |
| Nicola Rossi          | Partito Democratico                 | 8 giugno 2009  | 10 giugno 2019  | Sindaco |        |
| Fabrizio Pagnoni      | Lega-Forza Italia-Fratelli d’Italia | 10 giugno 2019 | 10 giugno 2024  | Sindaco |        |
| Fabrizio Pagnoni      | LSP-Forza Italia-Fratelli d’Italia  | 24 giugno 2024 | In carica       | Sindaco |        |

Fonte: Ministero dell'Interno.

### Altre informazioni amministrative
Il Comune fa parte dell'Unione Terre e Fiumi.